# Danielle Galligan
Danielle Galligan (Dublín, 1 de diciembre de 1992) es una actriz, creadora teatral y poeta irlandesa.

## Biografía
Galligan es de Rathfarnham, un suburbio del sur de Dublín. Su madre, Lorraine es una terapeuta de belleza que dirige un salón y escuela de belleza Galligan Beauty. Danielle fue criada como católica, pero ahora se considera agnóstica.
Galligan asistió a la Loreto High School Beaufort. Fue miembro del Teatro para Jóvenes de Ann Kavanagh de 2005 a 2011 y recibió la beca Ena Burke para la Escuela de Teatro Betty Ann Norton. Posteriormente estudió Arte Dramático y Teatro en el Trinity College de Dublín y se formó en Interpretación en The Lir Academy, graduándose con una licenciatura en 2015.

## Carrera

### Teatro
Después de graduarse en The Lir, Galligan comenzó su carrera en producciones teatrales como The Train con la Rough Magic Theatre Company. En 2017, participó en All Honey e interpretó el papel titular en El cuento de Grimm de Cenicienta.
En 2018, Galligan protagonizó junto a Tom Moran su obra de teatro Lyrics y Cinnamon en We Can't Have Monkeys in the House en el New Theatre. Reinterpretó este último papel en el Festival de Jóvenes Comisarios de 2019. Ese mismo diciembre actuó como cantante en 12 Christmas Poems, de Gavin Kostick.

#### Creación teatral
Galligan realizó una residencia y un taller de creación teatral FUEL junto a Fionnuala Gygax y Ailish Leavy para Hostel 16 en el Druid Theatre.
En 2018, cofundó Chaos Factory, una compañía de teatro experimental junto a Gygax, Venetia Bowe y Rachel Bergin. Debutaron con una producción titulada Kiss Kiss Slap, que participó en el Festival Fringe de Dublín de 2018. Su segundo proyecto, MorphMe, se estrenó en abril de 2019.
Ese mismo año, Galligan empezó a trabajar como actriz-creadora para Murmuration, que debutó con Summertime protagonizado por ella y Finbarr Doyle. El espectáculo se presentó en el Festival Fringe de Dublín de 2018, donde la pareja fue preseleccionada como Mejor Dúo, así como en el Drogheda de 2019. Arts Festival y Abbey Theatre Young Curators Festival.
Fue la dramaturga de Nothing But A Toerag de Aisling O'Mara en enero de 2019.
Galligan participó en un podcast con RISE Productions en el que ella, Gavin Kostick, Eanna Hardwicke y Janet Moran interpretaron la versión moderna de Kostick de La Odisea] de Homero. Galligan y Kostick, después de haber trabajado en el proyecto desde 2017, cocrearon y actuaron en Gym Swim Party, una producción coreográfica inspirada en su toma de la épica en asociación con O'Reilly Theatre. La producción participó en el Festival Fringe de Dublín de 2019.

### Televisión y cine
Al principio de su carrera, Galligan participó en cortometrajes como Strangers in the Park, Pernicio, Beautiful Youth y Break Us. Ganó el premio a la mejor actriz en el Short+Sweet Film Festival y el de mejor dúo junto a Mark Lawrence en el 6 on Nebraska Film Festival por Strangers in the Park, que coescribió. Recibió nominaciones del Festival de Cine Richard Harris y del Festival de Cine Underground por su papel en Pernicio.
Galligan debutó en la televisión en 2019 con papeles de invitada en Juego de Tronos y Krypton]. Consiguió su primer papel importante en televisión como Nina Zenik en la serie de Netflix Shadow and Bone una adaptación de la serie de libros de fantasía La trilogía de Grisha y la Duología de Seis de cuervos de Leigh Bardugo, que se estrenó en 2021. Galligan debutó en el largometraje como Naomi en Who We Love, un remake del cortometraje de 2016 Lily.

### Otros medios
Galligan ha participado en radionovelas de RTÉ como The Playboy of the Western World y Hecuba de Marina Carr.